# Torre Concepció Tugas
La Torre Concepció Tugas és una obra de Matadepera (Vallès Occidental) protegida com a Bé Cultural d'Interès Local.

## Descripció
Torre d'una planta i mirador central. La coberta és a quatre vessants feta de teula àrab. A les façanes domina el pla i destaca l'austeritat en el tractament dels elements decoratius. Les façanes són arrebossades en la seva totalitat. Del mirador destaquen els dos finestrals per façana, amb arc de mig punt.
Exemple de torre d'estiueig de primer terç del segle xx, amb un cert aire racionalista i molt integrada en l'entorn. La distribució interior original ha estat modificada.